# Pauline Dubron
Pauline Dubron, née le 9 novembre 1852 à Arras (Pas-de-Calais) et morte le 29 mai 1926 à Paris, est une peintre française.

## Biographie
Pauline Louise Marie Deleplanque est la fille de Léandre Prosper Deleplanque, négociant, et d'Élise Laurence Godart.
En 1871 à Arras, elle épouse Victor Augustin Dubron (1847-1914), avocat à la cour d'appel de Douai.
Élève de Dominique Rozier, de Charles Monginot, de Joseph Bail et de Gabriel Édouard Thurner, elle expose au Salon de 1889 à 1922, où elle obtient une mention honorable en 1895, devient Sociétaire la même année, et obtient une médaille de 3e classe en 1902. Au salon de l'Union des femmes peintres et sculpteurs où elle expose également, elle remporte le prix de nature morte en 1908. Elle réalise surtout des natures mortes d'aliments mais travaille cependant des genres divers : à l'exposition de Bordeaux en 1890 elle envoie La lutte pour la vie, Marée en carême, Géraniums et Marennes blanches ; à Douai en 1891 des scènes de genre ; etc.
Elle est nommée officier d'Académie en 1907 puis officier de l'Instruction publique en 1914.
Elle meurt à l'âge de 73 ans.

## Œuvres dans les collections publiques
- Alger, musée : Foie gras, peinture, 105 × 150 cm (achat de l'État en 1907)[11].
- Bergues, musée municipal : Nature morte (charcuterie et gibier), huile sur toile, (don Alphonse de Rothschild)[12].

## Galerie

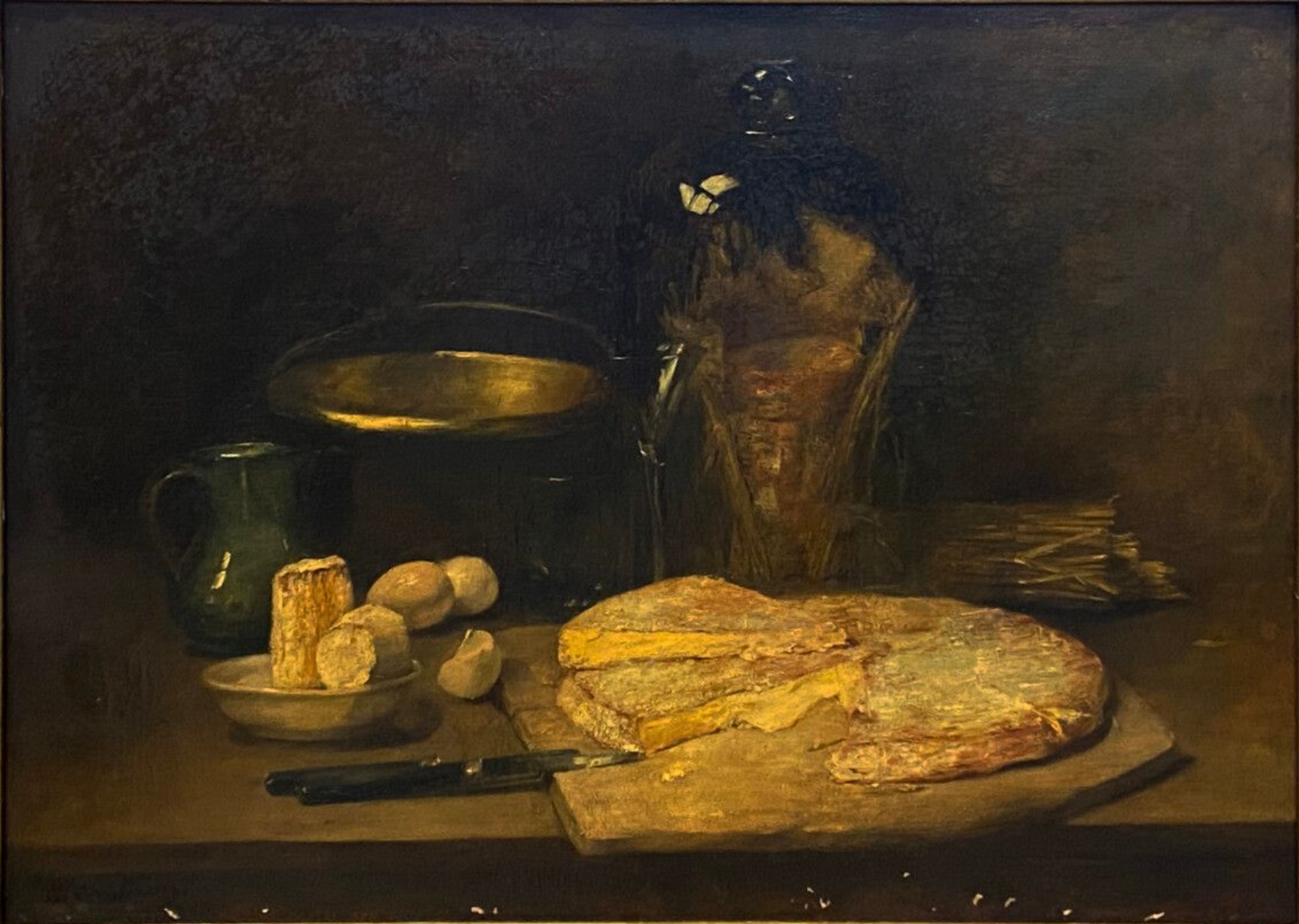
Nature morte au camembert, huile sur toile.
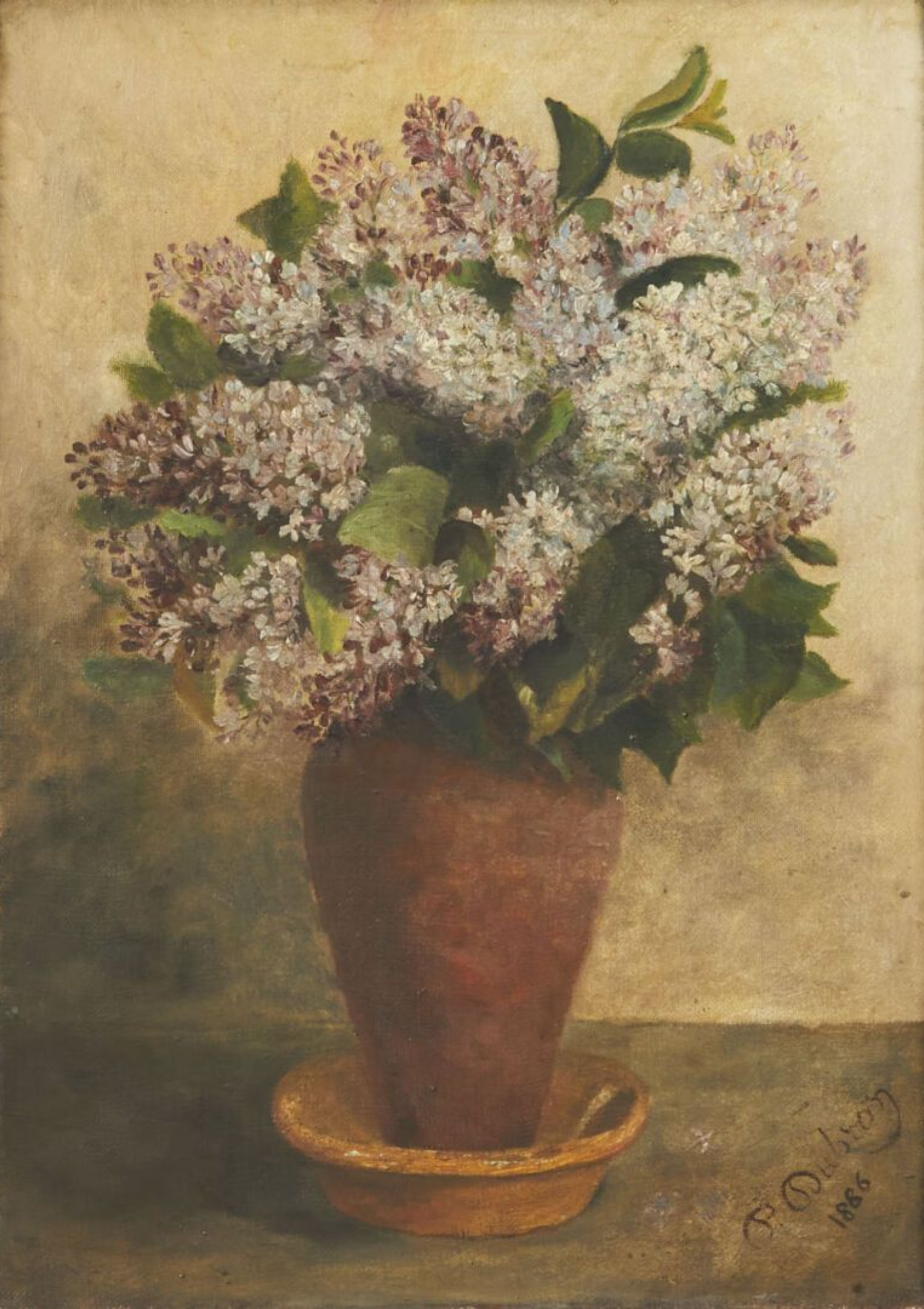
Vase de lilas, huile sur toile.